# یک ایرانی در بهشت

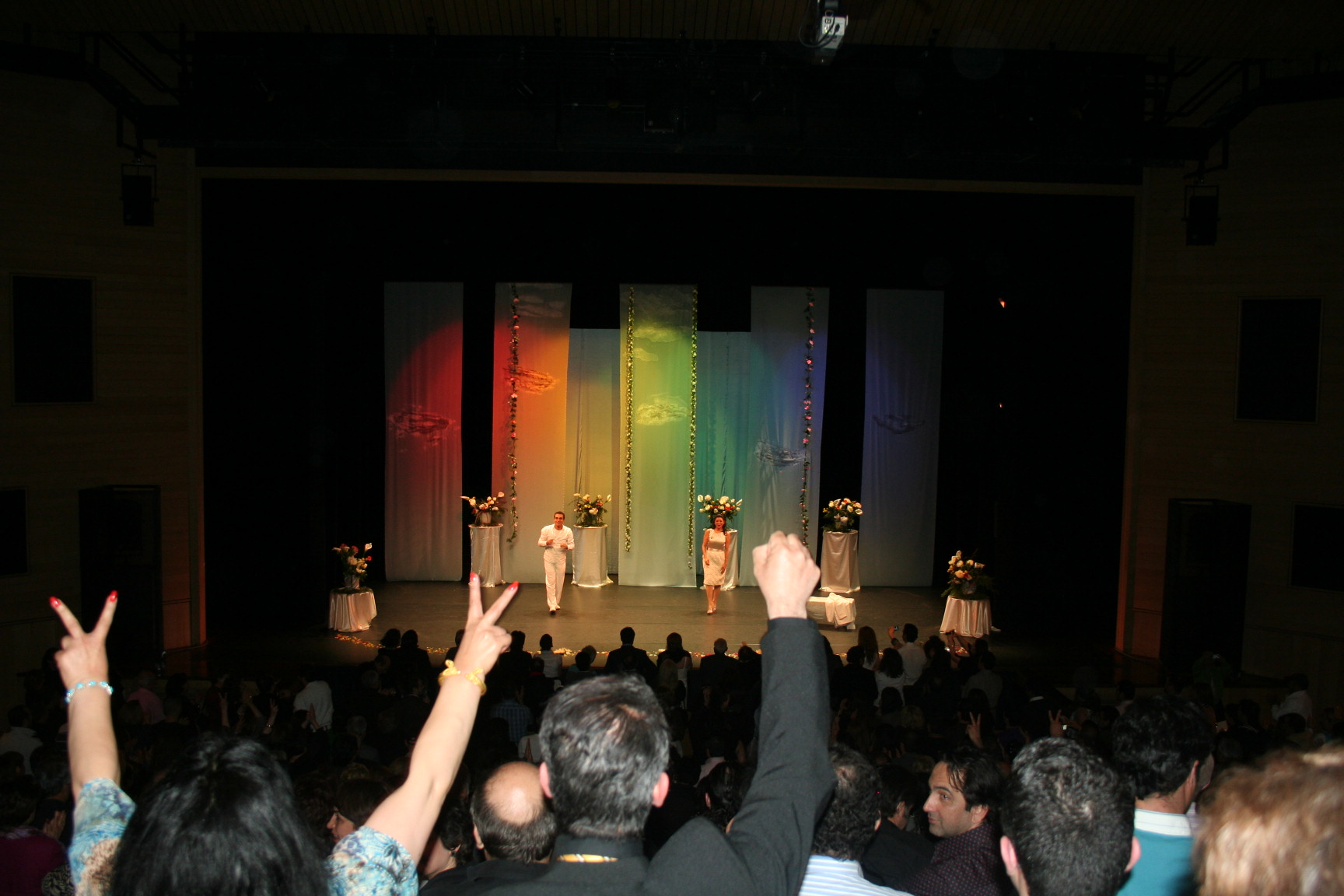
فریادهای «مرگ بر دیکتاتور» در نمایش «یک ایرانی در بهشت» در هلند

یک ایرانی در بهشت نام یک نمایش کمدی از هوشنگ توزیع است.
«یک ایرانی در بهشت» در سال ۲۰۰۹ و ۲۰۱۰ در شهرهای گوناگون جهان با بازیگری شهره آغداشلو و هوشنگ توزیع به روی صحنه رفت.

مضمون اصلی نمایش بر محور رابطه زناشویی پر تنش یک زوج مهاجر (مرد تصادفی و همسرش) که در سرزمینی بیگانه پا به میان‌سالی گذاشته‌اند دور می‌زند.
مرد جان خود را در یک سانحهٔ رانندگی از دست داده و به صورت غیرمنتظره‌ای وارد بهشت شده‌است. پروردگار فرشته‌ای را که خیلی زود درمی‌یابیم ایرانی است مأمور رسیدگی به امورات این تازه وارد که هنوز گیج و منگ است کرده‌است.
حوادث بعد از انتخابات ایران، محبوبیت جنبش نوپای سبز و انعکاس قتل ندا آقا سلطان در رسانه‌های بین‌المللی و بازتاب این رویدادها در زندگی مهاجرین ایرانی نیز بخش قابل توجهی از نمایش «یک ایرانی در بهشت» را به خود اختصاص داده‌است.